# 塞里尼 (维埃纳省)
塞里尼（法語：Sérigny，法語發音：[seʁiɲi] ⓘ）是法国新阿基坦大区维埃纳省的一个市镇，位于该省北部，属于沙泰勒罗区。

## 地理
塞里尼（46°54'22"N, 0°20'58"E）面积24.92 平方千米，位于法国新阿基坦大区维埃纳省，该省份为法国中西部省份，北起曼恩-卢瓦尔省和安德尔-卢瓦尔省，西接德塞夫勒省，南至夏朗德省，东南接上维埃纳省，东临安德尔省。
与塞里尼接壤的市镇（或旧市镇、城区）包括：布赖苏费、费拉维讷斯、贝尔特贡、尼埃伊苏费、奥尔什、普兰赛、圣克里斯托夫、索赛。

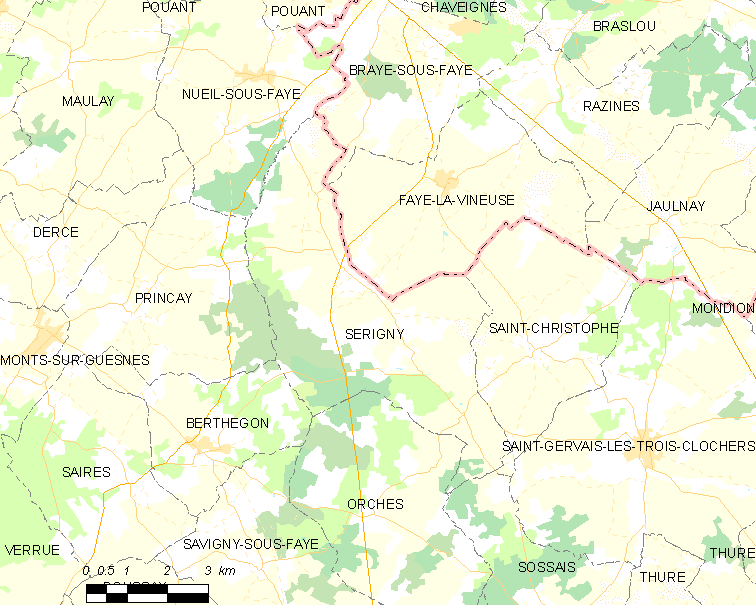
的OSM定位图

塞里尼的时区为UTC+01:00、UTC+02:00（夏令时）。

## 行政
塞里尼的邮政编码为86230，INSEE市镇编码为86260。

## 政治
塞里尼所属的省级选区为沙泰勒罗第二县。

## 人口

1962-2008年间人口变化图示

塞里尼于2022年1月1日时的人口数量为314人。